# Sepia omani
Sepia omani är en bläckfiskart som beskrevs av Adam och Rees 1966. Sepia omani ingår i släktet Sepia och familjen Sepiidae. IUCN kategoriserar arten globalt som livskraftig. Inga underarter finns listade i Catalogue of Life.